# Andrea Mitrovic
Andrea Mitrovic (ur. 3 czerwca 1999 w Winnipeg) – kanadyjska siatkarka pochodzenia serbskiego, reprezentantka kraju, grająca na pozycji przyjmującej.
Urodziła się w Winnipeg, gdzie również dorastała w Toronto i Mississaudze. Na początku jej celem było grać w drużynie narodowej Serbii, nawet na Igrzyskach Olimpijskich. Jako juniorka chciała zagrać w serbskiej koszulce, gdyż niecierpliwie czekała na telefon trenerki juniorek Serbii Marijany Boričić.
W 2016 roku otrzymała powołanie do gry w kanadyjskiej drużynie do lat 18, mimo że miała 16 lat. Ku zaskoczeniu federacji siatkarskiej Kanady odrzuciła telefon, gdyż powodem był wyjazd do Serbii, gdzie wraz z kadrą juniorską Serbii dołączyła do przygotowań drużyny do mistrzostw Europy. Przez tydzień trenowała z serbskimi siatkarkami, gdzie zwróciła na siebie uwagę głównej trenerki Marijany Boričić.
Brała udział w latach 2021-2023 w Lidze Narodów jak i na Mistrzostwach Świata 2022.

## Sukcesy reprezentacyjne
Mistrzostwa Ameryki Północnej, Środkowej i Karaibów:
- 2021[11], 2023[12]